# Molln
Molln è un comune austriaco di 3 596 abitanti nel distretto di Kirchdorf an der Krems, in Alta Austria; ha lo status di comune mercato (Marktgemeinde).